# Clementine Mukandanga
Clementine Mukandanga (8 dicembre 1985) è una maratoneta e mezzofondista ruandese.

## Palmarès
| Anno | Manifestazione           | Sede        | Evento         | Risultato | Prestazione | Note                                     |
| ---- | ------------------------ | ----------- | -------------- | --------- | ----------- | ---------------------------------------- |
| 2014 | Giochi del Commonwealth  | Glasgow     | 10000 m piani  | 10ª       | 34'12"31    |                                          |
| 2015 | Giochi Panafricani       | Brazzaville | 10000 m piani  | 6ª        | 33'15"54    |                                          |
| 2016 | Africani                 | Durban      | 10000 m piani  | 7ª        | 33'28"64    |                                          |
| 2019 | Mondiali                 | Doha        | Maratona       | dnf       | dnf         |                                          |
| 2023 | Mondiali                 | Budapest    | Maratona       | 37ª       | 2h37'09"    | Miglior prestazione personale stagionale |
| 2023 | Mondiali corsa su strada | Riga        | Mezza maratona | 27ª       | 1h11'31"    | Miglior prestazione personale stagionale |
| 2024 | Giochi olimpici          | Parigi      | Maratona       | 77ª       | 2h45'40"    |                                          |

## Altre competizioni internazionali[1]
2017
- 7ª alla BOclassic ( Bolzano), 5 km - 18'35"

2018
- Bronzo alla Maratona di Firenze ( Firenze) - 2h30'59"
- Argento alla Maratona di Sofia ( Sofia) - 2h35'45"
- Oro alla Marcialonga Running ( Moena), 26 km - 1h32'03"

2019
- 6ª alla Maratona femminile di Osaka ( Osaka) - 2h32'45"

2020
- 5ª alla Maratona di Sofia ( Sofia) - 2h38'51"
- Oro alla Marcialonga Running ( Moena), 26 km - 1h21'54"

2021
- 6ª alla Maratona di Sofia ( Sofia) - 2h43'17"
- 7ª alla BOclassic ( Bolzano), 5 km - 16'35"

2022
- Bronzo alla Maratona di Firenze ( Firenze) - 2h28'00"
- 15ª alla Cinque Mulini ( San Vittore Olona) - 21'24"
- 11ª al Cross Internacional Zornoza ( Amorebieta-Etxano) - 24'40"

2023
- Oro alla Maratona di Firenze ( Firenze) - 2h25'54"